# Aubéguimont
Aubéguimont é uma comuna francesa na região administrativa da Normandia, no departamento de Sena Marítimo. Estende-se por uma área de 4,91 km². Em 2010 a comuna tinha 193 habitantes (densidade: 39,3 hab./km²).